# まじしゃんず・あかでみい
『まじしゃんず・あかでみい』は、榊一郎による日本のライトノベル。イラストはBLADEが担当。ファミ通文庫（エンターブレイン）より2003年1月から2007年8月までそれぞれ刊行された。同レーベルより番外編『まかでみ・らでぃかる』が2004年7月から2008年9月まで、続編『まかでみックス』が2008年6月から2011年7月まで刊行された。2008年11月時点でシリーズ累計部数は100万部を突破録している。
メディアミックスとして、最初にBLADEによるコミカライズが『マジキュー』（エンターブレイン）にてvol,1（2004年3月号）からvol.22（2006年1月号）まで連載された後、仲尾ひとみよるコミカライズが『月刊コミックアライブ』（メディアファクトリー）にて2008年6月号から2010年1月号まで連載された。2007年6月にはゲームが発売された。2008年10月には『まかでみ・WAっしょい!』というタイトルでテレビアニメ化された。

## あらすじ
まじしゃんず・あかでみい
羽瀬川拓人は普通の高校に通う普通の高校生だが、実は地図には載っていない魔法使いの養成機関<学園>（マジシャンズ・アカデミイ）の生徒で半人前の魔法使い。召喚のテストの際、誤って制御に失敗し、出てきたのは一国を一夜で滅ぼせる力を持つという褐色赤毛の少女だった。このときから彼を巻き込む大騒動が始まる。
まかでみックス、まかでみ・えくすぺりめんと
何の力も持たない高校生、周防千里は家庭内の不和を避けるため、家を出て、最近作られたという「アバロン学園都市」に入学するが、そこで待っていたのは一緒に暮らすというメイドさんや、巨大なゴーレムを操る少女といった、「普通」を標榜する彼からすれば到底受け入れられないものだった。不本意きわまりない状況での周防千里の学園生活は、一体どうなってしまうのか?

## 登場人物
※担当声優は、PS2版 / アニメ版の順。

### まじしゃんず・あかでみいの登場人物

#### メインキャラクター
羽瀬川拓人（はせがわ たくと）
声 - 小橋達也 / 小清水亜美
本作の主人公。容姿も体格も成績も趣味も全てが作為的なまでに平均的な為、通称「平均点算出機」と呼ばれる程、平凡な男子高校生。
実は魔法使いであり、魔法使いの学校である「マジシャンズ・アカデミィ（通称<学園>）に通っている半人前魔法使い。魔法使いとしては半人前だが、その実「始源的神魔創造者」（隠匿名「聖母」）で、召喚試験IIの追試の際、誤って新たな神魔・タナロットを生み出してしまう。
様々な事情で周囲が美少女だらけにもかかわらず誰にも手を出さないストイックなスタンスの持ち主だが、その裏には幼少時の両親の離婚の際、母親に捨てられたという先入観から、いつ別れが来てもいいように「来るものは拒まず、去る者は追わず」の姿勢でいるため。
基本的に底抜けにお人好しな性格で敵だった者にすら友好の手を差しのべられるがそれ故にトラブルに巻き込まれやすく、特に聖母としての能力から一般社会にすら被害が出る事件に発展するため自らの存在に懐疑的な面も持つ。しかし自らを唯一無二の存在にせんとする「人間イエス」との戦いの中で「自分自身を認めていなかった」ことを知り、過去を、そして自分自身を受け入れた。
その結果、大学入試合格発表日に霧島双葉に告白され、その場での返事は避けたものの魔法使いでも従姉でも使い魔でもなく、何のしがらみもない一人の異性として彼女のことが好きだったという事に気付き、受ける気であるらしい。
タナロット
声 - 斎藤千和 / 伊瀬茉莉也
召喚試験の事故で拓人が呼び出してしまったケモノミミの少女。小柄で元気な少女。褐色の肌に真紅の髪と瞳を持つ。口癖は「…である」
実は拓人が「始源的神魔創造者」の能力で誤って誕生させた神魔で神格値5000、魔力値10万以上と御前天使の1柱 ガブリエルにも匹敵する力を持つが属性が設定されていない為「未分化魔神」と分類されている。
一夜で一国を滅ぼしかねない力を持つが、制御ができない（魔法は使えない）ので宝の持ち腐れ。それでも人間ではあり得ない力を有する。拓人が大好きなため始終イチャイチャ（にしか見えない接し方を）しているため、その度にブチ切れた鈴穂と大乱闘を繰り広げ、原子炉以上の強度を持つ<学園>に多大な損害を与えている。
正規の方法ではないが拓人と簡易の使い魔契約を交わしており彼の側にいれば安定しているため<学園>の命令で羽瀬川家に同棲しており、学校に通うことも許可されている。一般社会では「タナロット・アンサーティン」と名乗る。「アンサーティン」とは「不確定 (uncertain) 」の意。
名前の由来はバリ6大寺院のひとつであるタナロット寺院。
羽瀬川鈴穂（はせがわ すずほ）
声 - 新谷良子 / 宮崎羽衣
拓人の従姉。慢性失声症 状態で、ノートに書いてセリフ（言葉）を伝えている。
三つ編みがトレードマークのメガネっ娘という地味属性。性格もおとなしく気弱で常に思考回路も常にネガティブだが、隠れ巨乳の持ち主。
リボンをとると髪が蒼く染まり、魔力の真空状態を作り出すという能力の持ち主で、「宵藍の侵奪者（ミッドナイトブルー・ヴァンパイア）」と呼ばれ、この能力の前では魔法使いも神魔も浮遊魔力を根こそぎ奪われ、魔法がつかえないただのひと同然となる。そのため魔法使いの天敵とみなされており、幼少時に魔法使いの組織に殺されかけたトラウマから失声症となった。
また二重人格であり、能力発動時には別人格が現れ喋ることが出来るが恐ろしく忍耐の導火線が短く凶暴な性格なのでとても同一人物とは思えない。ちなみに人格が入れ替わっている間の記憶は、黒髪で喋れない方の鈴穂にはない。
従弟である拓人に好意を持っておりいつもベタベタしているタナロットに嫉妬して騒ぎを起こすが、のちにその感情が同じ始源的神魔創造者であるが故の共感によるもので、失声症も母親を失った拓人への同情からのものであることが発覚し、「自分は自分である」ことを認識し、失った声を取り戻した。
拓人と同じ「始源的神魔創造者」であるが、「魔力侵奪能力」と「始源的神魔創造者」を持つのは有史以来「聖母マリア」と彼女のみであり、「聖母」の『完成体』とも言える。
当初は女子校である花園女学院。通称「ハナジョ」に通っていたが、拓人とタナロットを二人きりにさせないために拓人の通う私立御堂高校に転校してきた。ただしクラスは別。
ファルチェ・ザ・ヴァリアブルワンド
声 - 早水リサ / 福井裕佳梨
<学園>の暗部たる「迷宮倉庫」の魔王を自称するほんわか系超天然美少女。
その正体は無名の天才魔導工学師・ファルチェスクの最高傑作である魔法機杖（ヴァリアフルワンド）が神格化（付喪神となる事）したもの。
非常に高度な上、魔力値・神格値共にそこらの神魔以上という至高の逸品であり、自身の全てを注ぎ込んだ彼女を作り上げたファルチェスクは彼女を最後に自分の才能の限界を自覚し、穏やかに服毒自殺を遂げた。彼の死後、ブラックボックス化の度合いが高かった彼女は便宜的に「ファルチェスク」と名付けられ<学園>の保管庫である「迷宮倉庫」に保管されるが、密閉空間での魔力の高密度化により精霊化し、自らの存在理由を求めて迷宮倉庫の「魔王」ごっこを始めていた。ものに魔力を注ぎ込んで精霊化し、話をする事が可能で、これが元で魔王となった。迷宮倉庫に偶然やって来た拓人を人質にするも、彼の優しさから彼を所有者として認め、拓人争奪戦に参加することになる。
正体が正体なだけに拓人の「一番」にはなりたがっても「唯一」にはなろうとはしないが、これは「道具」であるが為の本質によるもの。また魔法だけでなく科学の製品にもつながることができ、口にコードをくわえてDVDを再生出来たり、指で回してブルーレイも再生できる。
普段は喋り方もノンビリだが、まじめな場面では理知的な話し方になる。タナロットや鈴穂のことは「先輩」と呼ぶ。
羽瀬川鈴果（はせがわすずか）
声 - 新谷良子 / 宮崎羽衣
鈴穂がリボンを外したときに現れる「もう一人の鈴穂」。物語の中盤で、鈴穂から半独立して鈴果として活動できるようになる。分離した際、便宜上別の名前が必要になり、拓人が命名した。
過去に鈴穂が<連盟>に殺されかけたことがきっかけで防衛本能から生まれた別人格であり、短気で粗暴で凶暴なアクティブガール。精神年齢は、鈴果が発生してからの年月である10歳程度か。
非常に攻撃的な性格で、本来タナロットが暴走したときのために貸与されている「機剣ワルプルギス」をツッコミ感覚で振り回し、男勝りな言動で灰色熊もびびる気迫を出したりする。魔力の塊の身体を持つ分離した鈴果はタナロット同様の人間離れした能力を持ち、タナロットにとって、フルパワーでじゃれ合える得難い存在。
実は鈴果は、只の鈴穂の別人格というより、鈴穂が「始源的神魔創造者」の能力を使って創り出した存在であった。ただしタナロットのように不滅の絶対性もなく、神でも魔でもないことから、精霊に近い。
物語の中盤で「ワルプルギス」の＋ベクトルと「アイギス」の－ベクトルが事故でミックスした際の相乗力場に、今まで鈴穂が吸収した魔力が固められたことで不完全な体が生成され、これに鈴果の精神が移乗し独立して活動できるようになった。
しかし同時に鈴穂も鈴果も一時的に「魔力侵奪能力」を失ってしまい、それが原因で鈴穂が<学園>から「退学処置（記憶消去など）」をされそうになったため、拓人達を人質に<学園>を脅迫、拓人の家に籠城する。その途中不完全だった肉体が崩壊し、鈴果は再び鈴穂の中に戻されるが、後に鈴穂の胸のペンダント型魔法具でいつでも分離実体化できるようになった。鈴果が体内に戻った鈴穂は「魔力侵奪能力」を回復した。
佐久間榮太郎（さくま えいたろう）
声 - 寺島拓篤 / 同左
<学園>に長年在籍する拓人の先輩。生徒でありながら達人級（アデプト級）の実力を有するため教職員への昇格を薦められるが、「いつか伝説の樹の下で告白されるその日まで」という訳の分からない理由で現在は「準教師」という立場におさまっている。「先輩」といえばこの人を指すほどに<学園>内では有名。
超一流の魔法使いで美形。だがどこか一本ネジが抜けているような、完璧になりきれていない感じが愛嬌となっている。“超”が付くほどのド変態ヲタクで、一流の魔法技能のほとんどを同人誌の制作やRPGのレベル上げなどの“そっち系の趣味”に浪費している。おまけに毎度の騒ぎを一気にとんでもない方向へ発展させてしまう“トラブルブースター”である上、いつも“オイシイ所をかっさらう”とんでもない人。
その正体は、自身に眠る大魔導師の素質に気付かず命を絶った青年「佐久間榮太郎」の肉体に偶然憑依・融合したルシファーにも匹敵する悪魔・「毒の王」サマエル。何度人間に討たれても、その度に復活してしまう自分の体を疎ましく思っていたが、今はまだやりたい事があるとの事。
エーネウス・ザ・バージェスト
声 - たかはし智秋 / 川澄綾子
榮太郎の使い魔。愛称「エーネさん」。獣耳（猫耳ではなく犬耳）しっぽ付きのメイドの格好をしている。魔界の中でも強力な「黒犬獣」の化身だが、それに反して清楚で優しい性格のため、<学園>内での人気も高い。魔族とも思えぬ良識の持ち主で、しばしば暴走する榮太郎に容赦ないツッコミを入れる為に「佐久間榮太郎の外付け良心回路」とも呼ばれる。武器は「デスキン」というモップの上にハルバードの刃をつけたようなもの。因みに、この「デスキン」は4週間毎に形が変わる。
彼女をモデルにした雑用担当の人工精霊「プチネウス」（アニメでは48体いるらしい）や巨大ロボ「メガネウス（メガデウスのパロディ）」と地獄の様な修羅場を潜り抜け手に入れた喜びを無惨にも奪われ悲しみと怒りのあまりに血涙を流す3人に呼応するかの様に血涙を流し地上を焦土とかした「パーフェクトメガネウス」などが榮太郎によって造られている。

#### <学園>
寒河江教授（さがみ きょうじゅ）
声 - 杉山紀彰 / 南央美
<学園>で教鞭を執る魔法使い。金髪碧眼の少年の姿をした傀儡人形（サイコパペット）に意識を憑依させて行動しているためその正体は勿論、生死さえも誰も知らない。
<学園>での地位はかなり高く、風紀ゴーレムを指揮し、常日頃風紀委員を統括して学園の秩序維持に当たり、学生思いの面倒見のよさで親しまれている。
魔法使いとしての実力もピカ一で、人形の背骨として収納した特殊な杖（エリ・エリ・レマ・サバクタニ）を装備した彼は「学長」とも互角に渡り合えると噂されるが、杖の取りだし方があまりにグロテスクなため見ただけで目撃者の大半が気絶する。
正体は、僧服をまとった壮年の吸血鬼である。その正体からか、かつて愛する者たちから石を投げられ迫害されたという苦い経験を持つ。それゆえに魔法を知らない一般人と実生活を共にすることに懐疑的だが、その苦労を理解は出来ることから中立の立場をとる。
まかでみックスでは<学園>と<連盟>が協調することでできた「混沌委員会」の一員として登場し、委員会の中では直立歩行する竜のような姿をしている。
風紀ゴーレム
主にタナロットの取り押さえに使用されるが、暴れるタナロットにはほぼ無力である（拘束に成功することもあるが）。外見はロボットに近く「ま゛」としか喋れない。いくつもバリエーションが存在し、2足歩行型の他4足歩行型も出てくる。学園のゴーレムには、風紀目的の他にも目的ごとに重機動ゴーレムや歩兵ゴーレム、偵察型、保健委員型など様々存在し、基本的に作れば何でもありである。装備やアタッチメントに聖剣や魔剣、機銃など何でも付けられるので、マルチプルな運用が可能。またアニメでは、「エレファンガー」と言う名称のゴーレムも登場した。
トリンシア
声 - なし / 木村亜希子
通称トリン。意志を持つパソコンのプログラムのような存在で2000年初期に流行ったPCゴーストを思わせる。同様の仮想神格は、様々なタイプが創作されている。心というよりプログラムを持つ神格で、融通とお世辞が効きにくいが、人の相談に乗り質問にも答え、自ら話をする。<学園>に学ぶの生徒たちのサポート役や教師にもなっている。自分自身の姿形が人間に似せていることに醜く感じていたが、ホムラ一号との出会いによって「この世に意味のないことはない…」と感じるところがあったようだ。
イズモ
声 - なし / 黒田崇矢
<学園>の門。顔の石像のような外見で無愛想だが、人格は良く拓人の初期のころの相談者でもある。盾にダウンロードされたモバイルイズモも出てきた。
フランクラム・シュタイン教授
声 - 真殿光昭 / 檜山修之
BLADE作のコミック版が初出。ケモノミミをこよなく愛している。ケモノミミに対しては、マッドサイエンティストのような振り切れたような面がある。
ゲーム版での本人の説明では、最初はネコミミしか愛していなかったらしい。
幼い鈴穂が<連盟>に殺されそうになった時、救い出したのは彼であった。十数年ほど前はまだ<学園>の学生であり、鈴穂を助けた時には寒河江教授から助教授と呼ばれている。
存在するだけで世界に影響を与える存在が集まる「混沌委員会」の一員であり、異名は「獣耳の使徒」（ケモノミミスト）である。
ミミガーZ、ミミガーOO（ダブルオー）という強制的に人を獣耳化する装置を発明した。前述の2台以外にもミミガーシリーズはあるが、名前は全てガンダムシリーズからのパロディ（但しターンエー・ミミガーは存在しない）。
アニメでは、拓人たちのピンチ時に、「学生の安全が掛かっている非常時のため、ありとあらゆる方法がゆるされる」という校則の裏解釈の基、拓人達の救出向かうべく、<学園>中の生徒と共に榮太郎の別荘に乗り込んだ。尚、<学園>の関係者は一般人にも心置きなく日頃の魔法研究の成果を試せるこの時を常に狙っているので、<学園>の生徒に手を出すのは違った意味で大変危険である。
学長（がくちょう）
声 - なし / 長克巳
本名不明。<学園>のトップである。どれだけ近くとも顔が陽炎のごとくぼやけて見えず、輪郭のみ分かる。
その正体は「香油を注がれし者」と呼ばれ、クリスマスの時が誕生日と言われていた為、イエス・キリストであると思われる。ゲーム版ではEDの前にのみ登場。
ファバロム博士
声 - なし / 石井康嗣
全身を鋼鉄の鎖で拘束し逆さ吊りにされている老教授。通称「怪奇鋼鉄蓑虫爺」。「始源的神魔創造者」である拓人が世界に及ぼす危険性を危惧する強硬派の一人。ちなみに自身を拘束する鎖は、その一つ一つが強力な魔法具であり、度重なる魔法実験の末、輪郭さえあやふやとなった自分の体を幾重にも包んでいる。アニメのOPにも登場している。
ちなみに、学園の制服をデザインしたのは彼である。

#### <学園>関係者
霧島双葉（きりしま ふたば）
声 - なし / 佐藤利奈
拓人とはクラスは違うが同じ学校に通う普通の女子高生。
明朗快活で頭脳明晰な美少女で長いポニーテールがトレードマーク。男勝りな性格で口も堅く畏れず正面からトラブルに飛び込みその中心から解決してしまうためついたあだ名が「姐さん」。
しかしその内面はとても乙女で実は拓人に恋心を抱いており、本人には全く気付かれないが周囲にはバレバレ。かなりの照れ屋であり、葉月に拓人のことでからかわれると、得意のネリチャギでツッコミを入れる。
普段は勝ち気だが拓人限定で臆病であまり「女の子」らしくない自分にコンプレックスを抱いており、「もし断られたら」との思いから高校生の間に告白することは出来なかったが大学合格の際に全員合格の幸運にあやかってとうとう告白に成功した。
霧島葉月（きりしま はづき）
声 - なし / 石上裕一
双葉の双子の弟だが、ヤクザと思われかねないほどの強面。パソコンを操る腕はかなりのもので「くれせんと・むーん」というハンドルネームで知られる腕利き。
ネットで知り合った美夏という名の恋人がいるが、彼女の正体が大天使・ミカエルである事は知らない。
羽瀬川秋穂（はせがわ あきほ）
拓人の叔母で鈴穂の母。かつては凄まじいまでの破壊能力を持つ魔法の使い手で「破壊魔（デモリショナー）」と呼ばれており、<学園>関係者もその名を聞いた時に固まる程。ミカエルやガブリエルと親交がある。
「魔力侵奪能力」を持つ鈴穂を妊娠したことによる影響で、その絶大な魔力を奪われ、魔法使いとしての能力を失った。通常は魔法が使えなくなると魔法に関する記憶を消されるが、特例的にそのまま日常生活を送っている。
鈴穂出産から年月がたち、現在魔力は戻ってきているようだ。しかしいまだ、心情的理由から自ら魔法を封印している。

#### 神魔
ミヤビ
声 - 矢野明日香 / 生天目仁美
拓人の命を狙った神界からの刺客。その正体は四神のうち、西を守護する聖獣・白虎。常にシンクラヴィアと2人1組で行動している神界の破壊工作員。アルビノのような白髪紅瞳で御子装束を着ている。
暗殺失敗後、榮太郎の元でパシリとしてこき使われており冬コミの同人誌作成を強制的に手伝わされたり巨大ロボ「メガネウス」の操作を行ったりと幸薄い生活を送っている。太刀を使う近接戦が得意。
タナロットや鈴果を利用したり（原作）榮太郎の元から脱走を図ったり（漫画・アニメ）と、意外と黒い所がある。
シンクラヴィア・ザ・セイレーン
声 - 佐藤利奈 / 小林ゆう
拓人の命を狙った魔界からの刺客。ミヤビと活動を共にしている魔界のエージェント。その正体はギリシャ神話において上半身が人、下半身が鳥で、美しい歌によって航海中の船を難破させたという魔鳥・セイレーン。
普段は猥褻物陳列罪で逮捕されそうな際どいボンデージ姿で、アメリカ訛のようなイントネーションの日本語を話す。ミヤビと共に幸薄い生活を送っている。得意技は衝撃波。
アガリアレプト
声 - なし / 諏訪部順一
魔界の大悪魔で、長髪の美形だが独特の美学を持ち特攻服を着たり痛車に乗っていたりする。
ライトノベル作家の浅井ラボがモデルになっている。一応シンクラヴィアの上司。
また魔界出身のためか金銭感覚もずれており、18禁のDVDを大人買いすることや痛車の基盤に高級車を使うこともある。
アニメ版では、常にガブリエルと共に行動し「アガリン」と呼ばれている。萌グッズに付いてくる特典にうるさい。
趣味はギャルゲーと美少女アニメの編集。
フェルミ
声 - なし / 渡辺明乃
アガリアレプトの部下のメイドでドM。
ガブリエル
声 - なし / 松来未祐
ゴスロリ衣装の小柄な少女の姿をした大天使。御前天使の一人で、一応ミヤビの上司。聖地＝秋葉原と認識している。
アニメ版では、自分のことを「わらわは - 」と言っている。アガリアレプトと趣味が同じで、アガリアレプトに「ガブヤン」と呼ばれている。<学園>内で奇跡の垂れ流しを行い、アガリアレプトと共にトリンシアから注意のアナウンスを受ける。

#### <連盟>
氷室明人（ひむろ あきと）
<連盟>に属する正体不明の達人級の魔法使い。
その正体は拓人、鈴穂に次ぐ第3の「始源的神魔創造者」にして拓人の父親違いの弟。アレフとタウという名の二柱の女性型神魔を使い魔とし、暗躍する。
だが実際には、かつてイエス・キリストが神として昇華する際に捨てられた「人間イエス」とでもいうべきものによって、明人は身体を乗っ取られていた。前世においてはアドルフ・ヒトラーであったらしい。その生まれた理由からか、全ての思考において「否定」を第一におき、自らも始源的神魔創造者の3人（拓人、鈴穂、明人自身）を利用して神になろうとした。その野望は拓人によって妨げられ、自身は乗っ取っていた精神から出た所を捕まり、使い魔2人も封印された。その後、乗っ取られていた明人の精神は回復したが、生まれたときから乗っ取られていた精神は赤ん坊のまま成長しておらず、精神年齢にふさわしい赤ん坊まで肉体年齢を戻され、羽瀬川明人として育てられることになる。
麻雪
元々<連盟>の試作品だったが鈴穂をお姉様と慕うようになる。
その後、寒河江教授の下で助手をしながら、更生の日々を送っている。
メデューサ
氷室明人謹製の対神魔兵器。

#### <連盟>関係者
マリエラ
声 - なし / 井上麻里奈
<連盟>に雇われたフリーエージェントの超能力者。
紅いコートを着た女性で本人申告に寄れば20代らしい。
恐ろしく強力な念動力の使い手で戦車部隊を一人で料理できるほどのパワーの持ち主だが多方向へのアプローチは不得手。ミハイルに「姐さん」と呼ばれると怒る。
真雪の回収に失敗し<連盟>に監禁されるが明人に再雇用され彰彦を誘拐するも再度に渡り失敗。
その後明人の計画を知り、さすがに世界が滅びてしまっては困るので拓人達に協力して明人に立ち向かう。
アニメではミハイルとガントと行動している盗賊一味。佐久間の別荘を空き家だと勘違いし、盗んだコレクションの数々を、エーネウスに整理され途方にくれていると、まじしゃんず・あかでみいの学生の突然の来襲によってひどい目に遭う。シュタイン教授にウサ耳を付けられてすっかりツンデレになってしまう（その場にいたミハイルはドン引き）。アニメ最終話でレトロ玩具専門店に盗みに入り逃走中にリアカーで追ってきたタナロット達とカーチェイスを展開する。
圧倒的な破壊力と攻撃を跳ね返すことが出来るサイコキネシスの超能力者。
ミハイル
声 - なし / 大原崇
<連盟>に雇われたフリーエージェントの超能力者。
サングラスをかけた長身痩躯の男性で意外と愉快な性格。
使用する能力は「精神感応（テレパス）」。そのパワーは人間は勿論、無機物にも通じ世界そのものを騙すことすら可能であり、催眠術の応用で空間そのものに干渉し神仏を模した「八舞衆」を出現させ闘わせる。
本人曰く「ヒキコモリの思い込みも極めれば云々」。
アニメでは頭髪は銀髪。底にくもの巣のような穴を出現させて人などの対象を牢獄に吸い込む。吸い込まれた空間の内側は、頑丈であるらしくタナロットの攻撃でもびくともしない。八部衆（タナロットの攻撃も体をすりぬけ無効化する）を出現させる。精神感応により在り得ない物をも生み出せる空想具現化能力の持ち主。
アニメ最終話で逃走に使用した三輪トラックを運転していた。いきなりスケールダウンしたことぶつくさ文句言っていた。
ガント
声 - なし / 遠藤大輔
<連盟>に雇われたフリーエージェントの超能力者。
スキンヘッドの短躯の男性で寡黙で実直な性格。
使用する能力は「空間転移（テレポート）」。強力だが制御が難しいため普段は常備している剣に添って転送空間を展開し、空間そのものを切り裂き、触れた部位のみをテレポートさせることにより如何なるものも「切断」することが可能。
アニメでは頭部は丸坊主でいかついおじさん風の風貌。剣を振るうと空間に穴を開け別の場所に移動したり、攻撃をその空間へと引き込むことが出来る。ハプシエルと筋肉自慢対決を始める意外な猛者で最後は抱擁し合う。転移能力を駆使するテレポート能力を保持する。最終話では追っきたタナロット達に能力を仕掛けようとしたが、たまたま買出しの帰りのアガリアレプトの痛車に吹き飛ばされた。

### まかでみックスの登場人物
前作にも出てきたキャラクターの詳細はまじしゃんず・あかでみいの登場人物を参照。
周防千里（すおう せんり）
まかでみックスの主人公。
何の力も持たない、ごくごく普通の高校生。昔のトラウマから「普通」であることを求め、「特別」というのを呪いのように感じていたので、アバロン学園都市での生活に全力で反発する。アバロン学園高等部普通科の1年生である。
小学生のころに1年間、実の妹と共に行方不明だったことがあり、千里は帰ってこられたが妹は帰ってこなかった。そのとき、妹を置き去りにして逃げたことが、現在の千里がもっている最も古い記憶で、それ以前の記憶がない。アルバムなどで自分の過去を知ることはあっても、それが本当に自分の身に起こったことなのかがわからず、「自分は本当に周防千里なのか？」と疑いをもっている。
また、そのときに妹を置き去りにして逃げたことを悔やんでおり、月に1度はそのときの悪夢にうなされるほど罪の意識に苛まれている。そのため、「自分は人から好かれたり、人を好きになったり、幸せになる資格がない」と思っている。
アバロンでは手違いで、クフィールとテジャス、2体もアジャスタントがついてしまうことに。更に義妹の周防・ガン・ウーラまで押しかけて来る、3人目のアジャスタントとしてミーティアが加わるなど、彼のまわりは彼の望んでいた「普通の生活」から遠ざかって行くいっぽうである。
更に、クフィールと契約することで獣耳と尻尾がはえてしまった。一応クフィールの魔力を使って透明化することはできるが、獣耳も尻尾も存在は消えず、彼に違和感を与え続ける。
その正体は、全能の力を持つ実の妹、周防万尋の魔法の起点。そして、本当の千里はガストン教授の呪詛弾によって抹殺されている。現在の千里は、その後万尋に複製された存在である。
最終巻で万尋が複製した千里（千里α、これまでの物語の千里）、ガストン教授が複製した千里(千里β）が同時に共存する展開となる。どちらも記憶や精神がすべて一致した千里であり、その結果どちらも「本物の千里」であるということが彼のこれまでの過去やアイデンティティに対する苦悩を乗り越えるカギになった。
千里の複製により、物語は恋愛ゲームにおけるマルチエンディングともいうべき結末を迎える。
アニメ最終話ではそれらしい子供が登場。
クフィール・アブソリュート
千里のアジャスタント。愛称クフィ。長身で引き締まったナイスバディであるが、やや反応が鈍く、ぼんやりとした表情と猫背から、ひょろりと背が高いという印象である。獣耳、尻尾つきだが、周防千里の前では魔法で見えなくしていることが多い。メイド服を着用している（本人曰く、「ご主人様に萌えてもらえるため」とのこと）。ガストン教授の遺産の出で、ガストン教授に創られた人造精霊。長らく完成直前の、生まれる前のような状態のまま時を過ごしていたが、アバロン学園都市のアジャスタントとして適用されて、周防千里の情報を与えられ、彼の到着にあわせて生まれたばかりである。
本体は狼とライオンをあわせたような青い獣で大きな魔力とパワーを持つ。
まじしゃんず・あかでみいIX巻挿絵でもそれらしき姿がある。
テジャス・ファルチェスク
千里のアジャスタント。ファルチェの制作者であるファルチェスクの子孫が開発した「ファルチェスク・シリーズ」の魔法具。普段は小柄な紅髪赤目のハイテンション少女だが本体は魔法具の服であり、その『糸』である。以前は女性型の自動人形筐体に自らを着させて操っていたが、精霊化して少女の姿をとれるようになった。性格は至って能天気で、必要以上に明るくおしゃべり。やたらと「萌え」やエロ用語を連発する。普段の形態はゴスロリ服。
糸の魔法具である彼女は織り方さえわかれば服の形態を変えられるが、セーラー服、ナース服など微妙なものばかり知っているふしがある。
ミーティア・ファルチェスク
テジャスの千里に対するエロエロな執念の魔力波によって生まれた付喪神。佐久間榮太郎に改造され、ピンクの髪と瞳の巨乳の女の子の体を得て千里の3人目のアジャスタントとなった。正式なファルチェスク・シリーズではないが、テジャスと千里の間にできた子供にあたる（らしい）ので、ファルチェスクを名乗り、テジャスを「お母様」と呼んでいる。
接続同調のミスで千里の身体に憑依し自分の存在の「芯」を得るため彼の身体で性的快楽を求めようとするが千里のツッコミで思い切り殴られ（しかもクフィールの体で）た際に目覚めてしまったため性格はかなりのドM（ミーティアのMは「どM」のM）。自らを「ご主人様の牝奴隷」「ご主人様の雌犬」と呼ぶほどである。
周防・ガン・ウーラ（すおう・ガン・ウーラ）
千里の義理の妹。千里の父が女戦士（アマゾネス）の部族に捕まった際に再婚した女性の連れ子で褐色の肌に金色の髪、紫の瞳を持つサムライの祖先を持つアフリカ人。
部族の掟に従い、千里の子供（正確には部族の維持に必要な女の子）を孕むため、千里を追ってアバロンまでやって来るほどだが実際には千里のことを気に入っているも部族に「恋人」や「恋愛」といった概念がないため自分の感情に気付いていない。
部族独自の呪術師的な魔法使いであり謎の武術の使い手。
アバロン付近まで自力でやって来た魔法の実力を買われ、千里と同じ学校の魔法科に特待生として編入することとなった。
御狩谷はるか（みくりや はるか）
アバロン学園高等部普通科の3年生で、風紀委員会の委員長。千里がアバロン学園で初めて出会った魔法使いで、千里の良き相談相手である。
千里は割と好みのタイプらしい。
佐久間榮太郎
千里たちのクラスの担任で、すべての科目の担当教師。アバロン学園都市で起こる一連の事件の中心である千里を気にかけている。
エーネウス・ザ・バージェスト
佐久間榮太郎の使い魔。榮太郎が暴走したときには、授業中であろうと殴って止める。
逆崎聡（さかざき さとる）
千里のクラスメイト。アバロン学園の授業の意図を正確にとらえ、頭脳戦にも長けている。ネオ・マカデミ・ボール大会においては、その巧妙な作戦で普通科を勝利へ導いた。
性格が少し榮太郎に似ている。千里に「中身はテジャスといい勝負」と言われるほどの好色で、その方面において千里を一方的にライバル視している。
フランカ・モーゼルM712<シュネル・フォイヤー>MGカスタム
モーゼル・ミリタリーM712<シュネル・フォイヤー>という名前の拳銃に付いた付喪神で、逆崎聡のアジャスタント。愛称フランカ。
本当の姿は拳銃だが、普段は少女の姿をとっている。
斯波桜子
千里のクラスメイト。スケバンな雰囲気を漂わせている。
カーティス・クリンゲンスミス
斯波桜子のアジャスタント。肉眼で見ることはできず、鏡にしか映らない。拡大、縮小、複製などの魔法を使いこなす。どうしようもないナルシスト。
遠野薫（とおの かおる）
千里のクラスメイト。どことなく子犬を思わせる雰囲気をもつ少年。
フルクラム・ニルコーネン
遠野薫のアジャスタント。翼を広げて空を飛ぶことができる。薫からは「ツバメちゃん」と呼ばれているが、本人は嫌がっている様子。
亜藍須美子（あらん すみこ）
千里の命を狙う謎の存在。人形に憑依し、あの手この手で千里を抹殺しようと企む。サディスティックな発言が多い。実際には彼女はただの凶器で、周防万尋の命令に従っているだけである。ヒヒイロカネの糸による攻撃と、無限に増殖する能力を持つ。万尋が自らの力を封印した際、彼女も元の人形に戻った。
名前はアラン・スミシーをもじったもの。
羽瀬川 拓人
「まじしゃんず・あかでみぃ」の主人公。現在大学生。亜藍須美子の事件で榮太郎の依頼で臨時講師として千里のクラスに配属された。現在も双葉と交際中。
タナロット・アンサーティン
拓人の使い魔。神でも悪魔でもないのに不滅的要素を持つ「怪物」の赤毛魔神。だいぶ魔法が使えるようになった。
ファルチェ・ザ・ヴァリアフルワンド
拓人の魔法機杖。デジャスやミーティアなどの「ファルチェスク・シリーズ」の原点であるファルチェスク・オリジナルの癒し系美少女。
ガストン教授
かつて＜学園＞に反旗を翻し、倒された魔法使い。物語の中では故人。周防万尋の存在を予知し、その存在を殺すためクフィールを生み出し、千里たちに過酷な運命を与えた。しかし、その行為が周防万尋を＜女神＞として覚醒させた。ある意味本作の黒幕ともいえる。
ＳＫ
一連の事件を傍観する謎の存在。黒いサングラスと皮ジャケットを着て関西弁を話しチンピラのような男だが、寒河江教授ら存在するだけで世界の有り様を左右する「混沌委員会」のメンバーですら容易に手が出せない「上位の世界」の存在である。「魔法使いと魔法が使えない存在が共存して生活する」アバロン都市計画に興味を持ち、様々な世界からその被験者としてふさわしい人物を連れてきている。
周防万尋（すおう まひろ）
周防千里の実の妹であり、本作の最大の敵。世界を意のままに「書き換える」能力を持った＜女神＞であり、両親の不仲といった家庭環境などで精神がゆがみ、兄千里への異常な愛情とそれ以外の他人への憎悪を抱いている。兄を吸収して完全なる全能の能力を手にし、世界を吸収することを目的をしている。
強すぎる憎悪を持ちながら、世界を滅ぼす存在となった自分を変わらず「妹」として見てくれる千里との対峙した結果、万尋は自分の記憶を書き換え、千里の複製と普通の日常をやり直すことを選択。それにより＜女神＞の力は封印された。

### まじしゃんず・あかでみぃ（BLADE漫画版）の登場人物
メタリス
声 - なし / 渡辺明乃
ゴーレムだが、外見はサイボーグかアンドロイドのような姿の<学園>の生徒。鈴穂ではなく鈴果に対して好意を抱いている。台詞は少ないが登場回数は多い。他のゴーレム同様魔力で動くが電力でも動ける。また漫画と原作のカラーページでは目は白かったが、アニメの公式サイトのトップページのイラストでは、黄色になっている。
アニメ版では、マユコン出場のためにと「魔力侵奪能力」と同じ効力を持ったコスチュームを鈴穂に送るが…。性格は純情でとにかく不器用で一途。鈴果と会う際、度々バッテリーからコンセントが外れ動けなくなっている様子が見られる。拓人一行を救うために巨大化したが、手足が短くバランスが悪かった。鈴果を守る為ピンチになったら駆けつけるが難儀な体ゆえ肝心なところで力を発揮できないが、本人が知らないところでちゃんと鈴果を守ったりしている。アニメ最終話でなぜか三人組の盗賊一味の逃走用の三輪トラックのボンネットに頭部だけが装着されていたそんでもってボタンを押したら変形する。三人組が盗みに入ったレトロ玩具店に機能停止状態で置いてあった。
ジョージ（漫画では名無し）
声 - なし / 酒巻光宏
メタリスと一緒にいることが多いエルフ。エルフの割に濃い外見をしている。メタリスの恋心を自分に対して向けられたものと勘違いして怯えていたが、やがてその対象が鈴果だと分かるとなぜか逆に嫉妬するようになる。
アニメではメタリスの愛を手に入れんが為、鈴果をどさくさに紛れて攻撃しようとするも、メタリスにダンボールごと踏み潰されてしまう。最終話では教会で愛とはなにか苦悩していたときに、天から囁きに無償の愛を説かれ、天から舞い降りた天使（以前<学園>を崩壊寸前に陥れた何かと因縁深いハプシエル）に遭遇する。無償の愛でアルバイトに励み、失恋後主と仰ぐ天使に抱擁され、悲しみに苛まれながら新たなる人生を歩む。
舞鬼萌
マカデミボールのチーム「エイミーグリフォン」のキャプテン。アニメでは1話の冒頭にのみ登場。
エマ・ワシントン
マカデミボールのチーム「ブラッデイハリー」のキャプテン。アニメでは萌同様1話の冒頭にのみ登場。
カメラ付き絵日記MAFO（アニメでは精霊化アイテム少女）
声 - なし / 矢作紗友里
<学園>に出没していたうわさの幽霊。本性は、撮った画像がそのまま絵日記になる魔法具の精霊。怠惰な魔法使いに研究日誌づけを自動でやってくれる魔法具として作られたが、使われないまま3日でわすれさられる。自分を使ってくれる者をもとめて出てきた。外見は麻雪に似ている。
御狩谷はるか
声 - 小林ゆう/ 真堂圭
風紀委員で寒河江教授の教え子。魔法駆動工学（エンチャント・エンジニアリング）の特待生で技術も寒河江教授に負けないほどだが、タナロット曰く「アレ的キャラ」。強化型風紀ゴーレム「クライスクロイツ」を操る。ゴーレムでの攻撃を仕掛け始めると人格が豹変する。ゴーレムの語りが凄く長い。マユコンで一度は下克上を目論んだが…。ゲーム版、「まかでみ・らでぃかる」にも登場。
クライスクロイツ
風紀ゴーレムの一種で、御狩谷はるかの手による。他の風紀ゴーレムより若干強い。アニメでは強化版のクライスクロイツドライも登場した。
ファルチェスク
魔法具づくりの天才魔術師。自身の最高傑作としてファルチェを製作したようだ。原作で登場したときは、自殺して既に生きてはいなかった。漫画では降霊体として登場する。精霊アイテムを萌え擬人化させ、それによる夢の帝国を作る野望をもつ。
エピナ&エピル
魔法具づくりの天才魔術師ファルチェスクに作られた、2本の対の双杖の精霊。少年と少女の姿をしている。

### まかでみ・らでぃかるの登場人物
パルディア
声 - なし / 高垣彩陽
大のフュギュアオタクで、おまけ付きフィギュア雑誌がお気に入り。魔界への密輸を企む。漫画版にも登場。フュギュアに対しての愛情故、フィギュアの入手には手段を選ばない。漫画版にも登場するが、名前の後ろに（仮名）と描かれていた。
ジャネット
食神の異名を持つ食堂のおばちゃん。ゲーム版にも登場。
小説では自身が開発した魔法のハンバーグに逃げられる。
フィネア
声 - なし / 下屋則子
自称エーネウスの妹。エーネウス自身も彼女とは義姉妹のような関係と認めている。魔獣。太眉毛にどんぐりまなこ、ロップイヤーのたれみみ。
エーネウスを召喚した佐久間榮太郎を倒し彼女を取り戻すべく、エーネウスの匂いを追って魔界から人界に密航して来た。性格は直情的。榮太郎の顔も知らぬまま、殺害を本人の前で宣言。結果、栄太郎に弄ばれ、何度もハプシエルにけしかけられて、ぼろぼろになる。かなり、ドジでそそっかしい。小説版では榮太郎を捕縛するが、榮太郎が正体を明かし、凄まじい恐怖を体験した。アニメ版では魔界に帰って、エーネウスから再教育を受けたらしく、怯えあがる。
ハプシエル
声 - なし / 飛田展男
中級第三位の天使にして<学園>の元教師。20年前に<学園>を崩壊寸前にまで追い込み、封印された。二つ名として「福音を告げてしまうもの」（エヴァンゲリスト）、もしくは「ラブテロリスト」と呼ばれている。
外見はぴっちりとした衣装を着たマッチョで、バイセクシャル且つマゾヒスト。「ラブ＆ピース」をモットーとする平和主義者且つ博愛主義者で、目に付いた全員（人間以外に対しても）に抱擁とディープキスの祝福を与える。彼の愛を受けた者の中にはその事がトラウマになり、苦しみから解放されたいがあまりに道を誤る者もいた。
本人自身の防御力場と並外れた強靭な肉体によって大抵の攻撃は無効化してしまう上に、マゾヒストであることからあらゆるダメージを快感に変えてしまうため、基本的に無敵。
20年前の<学園>での被害が増加し、学生有志一同の「十傑組」（当時学生だった羽瀬川秋穂、フランクラム・シュタインを含む）の活躍によって封印されていた。榮太郎にとっては天敵で、思い出しただけで精神崩壊一歩手前になった程。
「十傑組」の封印から誤って解かれ、再び学園を崩壊寸前にまで陥れたが、20年間も無断欠勤をしていた為退職になり、<学園>で用務員として再び働く。なお、封印はその気になれば簡単に解けたらしく、今まで封印されていたのは放置プレイとして快感を得ていたため。
アニメに登場した際には専用のテーマ曲とエンディングが用意されたが、それぞれ「フラッシュのテーマ」と「ベルサイユのばら」のオープニングのパロディとなっている。登場後からオープニングにも出ている。登場話数は第5話・7話・10話・12話。

### その他の登場人物
主に人間界のゲストなど。
山本
玩具専門店「山本堂」の主人。『まじしゃんず・あかでみい』4巻と5巻に登場。レトロな玩具を専門に商売する玩具を愛する2、30代のおじさん。拓人達に玩具について熱く語ったこともある。
O村
アニメ版に登場。拓人のマンションの住人。
モデルは原作小説と同じ「エンターブレイン」から発売されている雑誌『コミックビーム』の2代目編集長である奥村勝彦。キャラクターデザインや「O村」という呼び名は桜玉吉の漫画に登場するものが元ネタになっている。最終話で記憶操作魔法のされ過ぎが原因で記憶障害に悩み壊れた。
ホムラ一号
声 - なし / 井上倫宏
トリンシアが恋した人工衛星打上ロケット。自律制御システムの実装用に人工知能が搭載されていたらしく、高い知的能力を持っていたらしい。トリンシアと会った翌日に宇宙へと飛び立つ。
ギャラクティカ・エレファンガー
声 - なし / 黒田崇矢
ゴーレム「エレファンガー」のグレードアップ版、タナロットにあっけなく倒される。

## 用語解説
<学園>（マジシャンズ・アカデミイ）
異空間にある巨大な塔の形をした魔法使いの教育機関。現代社会では切り捨てられてきた様々な事象を拾い集め、研究することで究極を目指すことを目標としている。種族やその出自を問わず門戸が開かれており、自発的にテストを受けて単位を取得することでより高度な研究が可能となる。研究者が多いためか規則もかなり緩く、好奇心旺盛な人物が多い。反面、現代社会からの秘匿を最重要事項としており、それに影響を与えることに関しては厳しい規則が定められている。ただしらでぃかるによると、<学園>の学生がテロに巻き込まれたなどの緊急事態が発生した場合には、その制限が解除され、好き勝手やってもいいらしい。
神魔（しんま）
永久不滅の存在にして、この世界のバランス其の物ともいえる超越者達。常に数が均等である為世界のバランスが保たれているが、その数の均衡が崩れれば世界が崩壊してしまう。天使や悪魔等を指す。
増えることも滅ぶことがなく常に変わることがない永久不変の存在であるが故、永劫の退屈を癒すものとして人間の作り出す文化に興味を深める傾向があり、そのため何かのオタクになってしまう傾向が強い。多くの人間は彼らの存在を羨むが、彼らからすれば常に変化し続ける人間を羨んでいる。自分達の永劫の退屈を癒してくれた人間には感謝しており友好的である模様。
神界（しんかい）
秩序を司る神々がいる世界。天使や聖獣などもこの世界にいる。人間界に行くには許可が必要であるが、様々な理由によって密航することもある。また基本的に、悪魔と仲が悪い訳でもない。
魔界（まかい）
混沌を司る悪魔たちがいる世界。魔獣や妖怪などの類が多い。なぜかフィギュア・ガチャポンなどのレアものを求める仲魔が多く、ある悪魔がそれを求めて密貿易をした際、何人もの悪魔がこれを弁護した。
<連盟>（れんめい）
正式名称は「魔法使いたちによる秘密連盟（シークレット ソサエティ オブ ソーサラーズ。別の略称として「SSS」）」。魔法を学ぶためにはしがらみが多いため、それを失くすために俗世を支配しようと考える組織であるため俗世からはなれて魔法を学ぼうと考える<学園>と対立しているほぼ同兵力の組織。かつて鈴穂の命を奪おうとした。<学園>はこの組織との戦いに備えるために重機動ゴーレムなどを作り上げている。
始源的神魔創造者（しげんてきしんまそうぞうしゃ）
神や魔を生み出し、同時に殺す能力を持つ者のこと。歴史上、聖母マリアしか確認されていなかった（そのことから、「聖母」の隠語をもつ）。
しかしここにきて同時に3人も現れたため、各界が混乱している。
<都市>（バロウ）
正式名称は「アバロン学園都市島」。「まかでみ」における事件の後、<連盟>と<学園>は合併し、それぞれの主張の折衷案として、「一般人に本当に魔法を受け入れられる事は可能か否か、受け入れられるために有効な手段は何か」ということを調べる為に、実験都市として作られた。
適合補助者（アジャスタント）
<都市>において、一般人が魔法になじむことができるように、「おはようからおやすみまで」世話をする魔法生物や魔法具のこと。クフィール、テジャスがこれに当たるが、その使い魔達が泥縄式の寄せ集めなのでこれを危惧するものもいる。

## 既刊一覧

### 小説

#### まじしゃんず・あかでみい
- 榊一郎（著）・BLADE（イラスト）、エンターブレイン〈ファミ通文庫〉、全9巻
  - 『まじしゃんず・あかでみいI 女神降臨!?』、2003年1月24日初版発行（同日発売[5]）、ISBN 4-7577-0985-4
  - 『まじしゃんず・あかでみいII 聖母抹殺!?』、2003年2月20日初版発行（同日発売[6]）、ISBN 4-7577-1319-3
  - 『まじしゃんず・あかでみいIII 魔王発生!?』、2003年8月20日初版発行（同日発売[7]）、ISBN 4-7577-1544-7
  - 『まじしゃんず・あかでみいIV 聖夜爆走!?』、2003年12月20日初版発行（同日発売[8]）、ISBN 4-7577-1670-2
  - 『まじしゃんず・あかでみいV 雪原沸騰!?』、2004年11月20日初版発行（同日発売[9]）、ISBN 4-7577-2032-7
  - 『まじしゃんず・あかでみいVI 乙女分裂!?』、2005年7月30日初版発行（同日発売[10]）、ISBN 4-7577-2359-8
  - 『まじしゃんず・あかでみいVII 父親奪還!?』、2006年3月30日初版発行（同日発売[11]）、ISBN 4-7577-2621-X
  - 『まじしゃんず・あかでみいVIII 学園封鎖!?』、2007年4月28日初版発行（同日発売[12]）、ISBN 978-4-7577-3451-7
  - 『まじしゃんず・あかでみいIX 学園逆襲!?』、2007年8月30日初版発行（同日発売[13]）、ISBN 978-4-7577-3628-3

#### まかでみ・らでぃかる
- 榊一郎（著）・BLADE（イラスト）、エンターブレイン〈ファミ通文庫〉、全7巻
  - 『まかでみ・らでぃかる1 誘われちゃったんですけど。』、2004年7月20日初版発行（同日発売[14]）、ISBN 4-7577-1931-0
  - 『まかでみ・らでぃかる2 復活の先生なんですけど。』、2005年3月22日初版発行（同日発売[15]）、ISBN 4-7577-2199-4
  - 『まかでみ・らでぃかる3 正体不明なんですけど。』、2005年11月30日初版発行（同日発売[16]）、ISBN 4-7577-2508-6
  - 『まかでみ・らでぃかる4 妹なんですけど。』、2006年7月29日初版発行（同日発売[17]）、ISBN 4-7577-2867-0
  - 『まかでみ・らでぃかる5 テロリストなんですけど。』、2006年12月25日初版発行（同日発売[18]）、ISBN 4-7577-3119-1
  - 『まかでみ・らでぃかる6 宇宙人なんですけど。』、2007年12月26日初版発行（12月25日発売[19]）、ISBN 978-4-7577-3915-4
  - 『まかでみ・らでぃかる7 子犬なんですけど。』、2008年9月29日初版発行（同日発売[20]）、ISBN 978-4-7577-4441-7

#### まかでみックス
- 榊一郎（著）・BLADE（イラスト）、エンターブレイン〈ファミ通文庫〉、全9巻
  - 『まかでみックス ふぁーすと 御主人様と呼ぶんじゃねえッ！』、2008年6月11日初版発行（5月30日発売[21]）、ISBN 978-4-7577-4075-4
  - 『まかでみックス せかんど 御義兄様と呼ぶんじゃねえッ！』、2008年8月11日初版発行（7月30日発売[22]）、ISBN 978-4-7577-4332-8
  - 『まかでみックス さーど 将軍様と呼ぶんじゃねえッ！』、2009年1月7日初版発行（2008年12月26日発売[23]）、ISBN 978-4-7577-4519-3
  - 『まかでみックス ふぉーす 自分探しと言うんじゃねえッ！』、2009年5月11日初版発行（4月30日発売[24]）、ISBN 978-4-7577-4828-6
  - 『まかでみックス ふぃふす ヒキコモリと呼ぶんじゃねえッ！』、2009年10月10日初版発行（9月30日発売[25]）、ISBN 978-4-04-726028-3
  - 『まかでみックス しくすす 名探偵と呼ぶんじゃねえッ！』、2010年8月11日初版発行（7月30日発売[26]）、ISBN 978-4-04-726652-0
  - 『まかでみックス せぶんす お兄ちゃんと呼ぶんじゃねえッ！』、2010年12月10日初版発行（11月29日発売[27]）、ISBN 978-4-04-726888-3
  - 『まかでみックス えいす 周防千里と呼ぶんじゃねえッ！』、2011年4月11日初版発行（3月30日発売[28]）、ISBN 978-4-04-727136-4
  - 『まかでみックス ないんす 王子様と呼ぶんじゃねえッ！』、2011年8月11日初版発行（7月30日発売[29]）、ISBN 978-4-04-727398-6

### アンソロジー等
- 『FESP vol.2 まかでみスペシャル』、2007年5月30日発売[30]、ISBN 978-4-7577-3565-1
  - 特典付録DVD-ROM 1枚
- 『コラボアンソロジー3 まじしゃんず・あかでみい』、2009年1月30日発売[31]、ISBN 978-4-7577-4581-0
  - 著、田口仙年堂・他 イラスト、BLADE・他

### テーブルトークRPG
- 『まじしゃんず・あかでみいRPG』2008年12月26日発売[32]、ISBN 978-4-7577-4624-4
  - デザイン、久保田悠羅・F.E.A.R. イラスト、みかきみかこ
  - スタンダードRPGシステムを採用

### 漫画

#### まじしゃんず・あかでみい（BLADE版）
- 榊一郎（原作）・BLADE（作画） 『まじしゃんず・あかでみい』 エンターブレイン〈マジキューコミックス〉、2006年3月31日初版発行（同日発売[33]）、ISBN 4-7577-2637-6

#### まじしゃんず・あかでみい（仲尾ひとみ版）
- 榊一郎（原作）・BLADE（キャラクター原案）・仲尾ひとみ（作画） 『まじしゃんず・あかでみい』 メディアファクトリー〈MFコミックス アライブシリーズ〉、全3巻
  1. 2008年9月30日初版発行（9月22日発売[34]）、ISBN 978-4-8401-2269-6
  2. 2009年3月23日発売[35]、ISBN 978-4-8401-2554-3
  3. 2009年12月22日発売[36]、ISBN 978-4-8401-2947-3

## ゲームソフト
エンターブレインより2007年6月7日発売。機種はPlayStation 2。ジャンルはシミュレーションRPG。CERO：A（全年齢対象）。
ファミ通の40点満点のクロスレビューでは21点だった。

## テレビアニメ
『まかでみ・WAっしょい!』（まかでみ・ワっしょい!）のタイトルで2008年10月から12月まで放送された。『狂乱家族日記』アニメ化に続くファミ通文庫10周年企画である。

### スタッフ
- 原作 - 榊一郎[4]
- キャラクター原案 - BLADE[4]
- 監督 - 金崎貴臣[4]
- シリーズ構成 - 長谷川勝己[4]
- キャラクターデザイン - 大隈孝晴[4]
- メカ・プロップデザイン - 常木志伸[4]
- メカ・エフェクト作画監督 - 牟田口裕基
- セットデザイン - 青木智由紀[4]
- 美術監督 - 谷村心一[4]
- 色彩設定 - 津守裕子[4]
- 撮影監督 - 高橋賢司[4]
- 編集 - 平木大輔[4]
- 音楽 - 長谷川智樹[4]
- 音響監督 - 岩浪美和[4]
- プロデューサー - 小山倫良[4]、鈴木健太[4]、浅香敏明[4]、前田洋平[4]、川崎とも子[4]
- アニメーション制作 - ZEXCS
- 製作 - MA PROJECT[4]（ティー・オーエンタテインメント、エンターブレイン、メディアファクトリー、角川映画）

### 主題歌
オープニングテーマ
「M☆O☆S☆O乱舞」
作詞・作曲・編曲 - Low-tech Son / 歌 - MA♡chu♡RI（feat.伊瀬茉莉也、宮崎羽衣、福井裕佳梨）
- 第12話ではエンディングテーマとして使用された。

エンディングテーマ
「パステル」
作詞・作曲 - 辻純更 / 編曲 - オーノカズナリ / 歌 - 村田あゆみ
「魅惑のラヴィアンローズ」（第5話）
作詞 - 只野菜摘 / 作曲・編曲 - 川田瑠夏 / 歌 - MIKA
挿入歌
「蒼いエンジョウ フォーエバウィッズユー」（第6話）
作詞 - 無礼奴&Low-Tech Son / 作曲・編曲 - Low-Tech Son / 歌 - メタリス（渡辺明乃）、コーラス - MA全自動合唱団
「きみのひこうき雲」（第9話）
作詞 - 只野菜摘 / 作曲・編曲 - 川田瑠夏 / 歌 - エーネウス（川澄綾子）
「M-O-E-S〜K-S-Kする衝動」（第12話）
作詞・作曲・編曲 - Low-tech Son / 歌 - 榮太郎（寺島拓篤）、シュタイン（檜山修之）、アガリアレプト（諏訪部順一 ）
「奇跡の降る夜〜Crystal Christmas」（第12話）
作詞 - 辻純更 / 作曲・編曲 - 橋本由香利 / 歌 - MA♡chu♡RI

### 各話リスト
| 話数 | サブタイトル                                 | 脚本           | 絵コンテ | 演出                    | 作画監督                                     |
| ---- | -------------------------------------------- | -------------- | -------- | ----------------------- | -------------------------------------------- |
| 1    | なんか女の子出てきちゃったんですけど。       | 長谷川勝己     | 金崎貴臣 | 山本天志                | 野口孝行                                     |
| 2    | なんか大変なことになっちゃってるんですけど。 | 長谷川勝己     | 金崎貴臣 | ウシロシンジ 駒屋健一郎 | 磯野智                                       |
| 3    | なんか魔王まで出てきちゃったんですけど。     | あおしまたかし | 山本天志 | 山本天志                | 伊部由起子                                   |
| 4    | なんか犯罪みたいなんですけど。               | 長谷川勝己     | 田村正勝 | 田村正勝                | 野口孝行、近藤優次 松本朋之                  |
| 5    | なんか復活とかしちゃったんですけど。         | あおしまたかし | 金崎貴臣 | 山本天志                | 石山寛、磯野智 須永正博                      |
| 6    | なんか蒼いエンジョウなんですけど。           | 長谷川勝己     | 金崎貴臣 | 嵯峨敏                  | 杉藤さゆり                                   |
| 7    | なんかファッションショーなんですけど。       | あおしまたかし | 金崎貴臣 | 渡部穏寛                | 北村友幸、都竹隆治                           |
| 8    | なんかメイドに幽霊にメカなんですけど。       | 長谷川勝己     | 木村隆一 | 徳本善信                | 村上真紀、嶋田俊彦                           |
| 9    | なんか妹が来てデートなんですけど。           | あおしまたかし | 山本天志 | 山本天志                | 伊部由起子                                   |
| 10   | なんか雪山はいろいろ招くんですけど。         | 長谷川勝己     | 嵯峨敏   | 嵯峨敏                  | 河井淳、青山正宣 神本兼利、後野知也 嶋田俊彦 |
| 11   | なんか可能性の問題なんですけど。             | 長谷川勝己     | 井出安軌 | 山本天志                | 磯野智、山本篤史                             |
| 12   | なんか聖夜爆走なんですけど。                 | 長谷川勝己     | 金崎貴臣 | 奥野耕太                | 伊部由起子、加藤真人                         |

### 放送局
| 放送地域 | 放送局             | 放送期間                      | 放送日時           | 放送区分       | 備考             |
| -------- | ------------------ | ----------------------------- | ------------------ | -------------- | ---------------- |
| 千葉県   | チバテレビ         | 2008年10月5日 - 12月21日      | 日曜 24:30 - 25:00 | 独立UHF局      |                  |
| 神奈川県 | tvk                | 2008年10月5日 - 12月21日      | 日曜 25:30 - 26:00 | 独立UHF局      |                  |
| 東京都   | TOKYO MX           | 2008年10月7日 - 12月23日      | 火曜 25:30 - 26:00 | 独立UHF局      |                  |
| 兵庫県   | サンテレビ         | 2008年10月8日 - 12月24日      | 水曜 26:10 - 26:40 | 独立UHF局      |                  |
| 愛知県   | テレビ愛知         | 2008年10月9日 - 12月25日      | 木曜 25:58 - 26:28 | テレビ東京系列 |                  |
| 埼玉県   | テレ玉             | 2008年10月10日 - 12月26日     | 金曜 25:30 - 26:00 | 独立UHF局      |                  |
| 日本全域 | AT-X               | 2008年10月20日 - 2009年1月5日 | 月曜 9:30 - 10:00  | CSチャンネル   | リピート放送あり |
| 日本全域 | バンダイチャンネル | 2008年12月5日 -               | 金曜 更新          | Web配信        |                  |

### DVD
| 巻 | 発売日         | 規格品番  |
| -- | -------------- | --------- |
| 1  | 2008年12月25日 | ZMBZ-4381 |
| 2  | 2009年1月23日  | ZMBZ-4382 |
| 3  | 2009年2月25日  | ZMBZ-4383 |
| 4  | 2009年3月25日  | ZMBZ-4384 |
| 5  | 2009年4月24日  | ZMBZ-4385 |
| 6  | 2009年5月22日  | ZMBZ-4386 |

### Webラジオ
羽衣と裕佳梨のまかでみ☆RADIO（ういとゆかりのまかでみらじお）はインターネットラジオ配信サイトアニスタ.TVで2008年9月5日〜2008年12月26日まで配信していた。テレビアニメ『まかでみ・WAっしょい!』をフィーチャーしたインターネットラジオ番組である。
パーソナリティは、羽瀬川鈴穂役を演じる宮崎羽衣とファルチェ役を演じる福井裕佳梨。

#### 配信概要
- 配信期間：2008年9月5日〜2008年12月26日
- 配信サイト：アニスタ.TVおよびメディファクラジオ
- 配信曜日：毎週金曜日

#### コーナー
ふつおた
日常の報告から普通のお便りまで何でも
クイズ！スケッチ☆WAっしょい！
リスナーからのお題を絵や文字でスケッチブックに書いて当てるクイズ
まかでみ-1グランプリ！
テーマについて意見を出し合い、先攻後攻に分かれて相手を説得
まかでみ☆Information！
アニメ「まかでみ・WAっしょい！」の最新情報

#### ゲスト
| 配信回 | ゲスト出演者 |
| ------ | ------------ |
| 第5回  | 伊瀬茉莉也   |
| 第6回  | 伊瀬茉莉也   |
| 第12回 | 村田あゆみ   |
| 第13回 | 村田あゆみ   |
| 第17回 | 伊瀬茉莉也   |

### CD

#### 主題歌 (CD)
- M☆O☆S☆O乱舞（2008年11月5日、FVCG-1056）
  - 歌：MA♡chu♡RI（feat.伊瀬茉莉也、宮崎羽衣、福井裕佳梨）
    1. M☆O☆S☆O 乱舞
    2. M☆O☆S☆O 乱舞（タナロットの場合）
歌：タナロット（伊瀬茉莉也）
    3. M☆O☆S☆O乱舞（鈴穂の場合）
歌：鈴穂（宮崎羽衣）
    4. M☆O☆S☆O乱舞（ファルチェの場合）
歌：ファルチェ（福井裕佳梨）
    5. みんなで歌える!M☆O☆S☆O乱舞（カラオケ）
- パステル（2008年11月5日、初回限定盤：FVCG-1057、通常盤：FVCG-1058）
  - 歌：村田あゆみ
    1. パステル
作詞：辻純更、作曲・編曲：オーノカズナリ
    2. KOCHIA
作詞・作曲・編曲：オーノカズナリ
    3. パステル（Karaoke）
    4. KOCHIA（Karaoke）

#### 挿入歌シリーズ
- TVアニメ「まかでみ・WAっしょい!」挿入歌シリーズ まかでみ数え歌 其の1「蒼いエンジョウ フォーエバーウィッズユー」 （2008年11月26日、FVCG-1071）
  - 歌：メタリス（渡辺明乃）
    1. 蒼いエンジョウ フォーエバウィッズユー
    2. 不連続CDドラマ劇場『まかでみな人々』其の1「昼ドラな人々なんですけど。」
    3. フリートーク：メタリスとわたくし
    4. オイラも歌える!「蒼いエンジョウ フォーエバウィッズユー」（カラオケ）
- TVアニメ「まかでみ・WAっしょい!」挿入歌シリーズ まかでみ数え歌 其の2「魅惑のラヴィアンローズ」（2008年11月26日、FVCG-1072）
  - 歌：MIKA
    1. 魅惑のラヴィアンローズ
    2. 不連続CDドラマ劇場『まかでみな人々』其の2「LOVEでPEACEな人々なんですけど。」
    3. フリートーク：拓人とわたくし
    4. しっとり歌える!「魅惑のラヴィアンローズ」（カラオケ）
- TVアニメ「まかでみ・WAっしょい!」挿入歌シリーズ まかでみ数え歌 其の3「きみのひこうき雲」（2008年12月3日、FVCG-1073）
  - 歌：エーネウス（川澄綾子）
    1. きみのひこうき雲
    2. 不連続CDドラマ劇場『まかでみな人々』其の3「大家族?な人々なんですけど。」
    3. フリートーク：エーネウスとわたくし
    4. わたしも歌える!「きみのひこうき雲」（カラオケ）
- TVアニメ「まかでみ・WAっしょい!」挿入歌シリーズ まかでみ数え歌 其の4「M-O-E-S 〜K-S-Kする衝動」（2008年12月3日、FVCG-1074）
  - 歌：榮太郎（寺島拓篤）、シュタイン教授（檜山修之）、アガリアレプト（諏訪部順一）
    1. M-O-E-S 〜K-S-Kする衝動
    2. 不連続CDドラマ劇場『まかでみな人々』其の4「正しいハーレムな人々なんですけど。」
    3. フリートーク:榮太郎、シュタイン、アガリアレプトそしてわたくしたち
    4. 俺らで歌うぜ!「M-O-E-S 〜K-S-Kする衝動」（カラオケ）
- TVアニメ「まかでみ・WAっしょい!」挿入歌シリーズ まかでみ数え歌 其の5「奇跡の降る夜〜Crystal Christmas」（2008年12月3日、FVCG-1075）
  - 歌：MA♡chu♡RI（feat.伊瀬茉莉也、宮崎羽衣、福井裕佳梨）
    1. 奇跡の降る夜〜Crystal Christmas
    2. 不連続CDドラマ劇場『まかでみな人々』其の5「クリスマスな人々なんですけど。」
    3. フリートーク：MA♡chu♡RI、そしてわたくしたち
    4. 聖なる夜に歌います!「奇跡の降る夜〜Crystal Christmas」（カラオケ）

#### サウンドトラック
- TVアニメ「まかでみ・WAっしょい!」究極劇伴音楽集（2009年1月28日、FVCG-1076）
  - 劇中で使用されたBGMと、オープニングテーマとエンディングテーマ、挿入歌のテレビサイズバージョンを収録。

#### ラジオ (CD)
- 羽衣と裕佳梨のまかでみ☆RADIO
  - 2009年2月25日発売

## TCG
- プロジェクト レヴォリューション - ブロッコリーと富士見書房制作のカードゲームに作品が参加しエンターブレインパックに収録。エキスパンションはエンターブレイン2.0「ファミ通文庫10周年パック」、収録はテレビアニメーション「まじしゃんず・あかでみい」ほか。2009年販売。